# Grzegorz Gwiazdowski

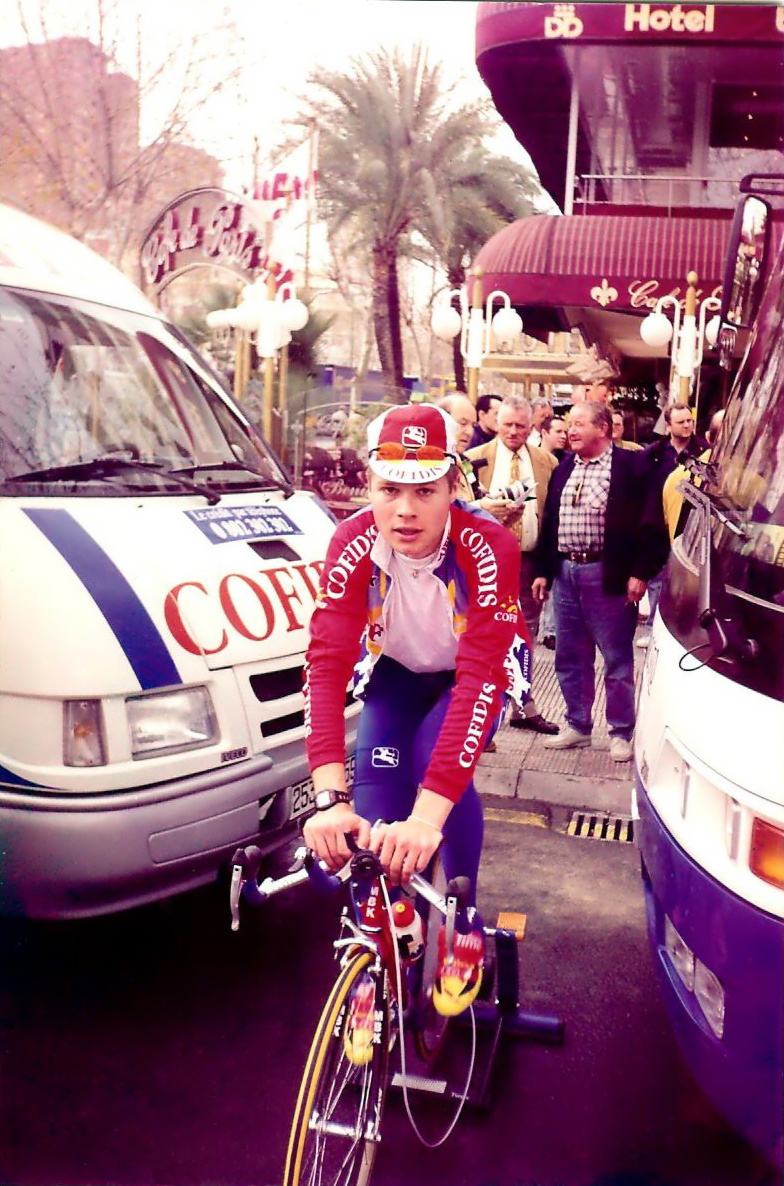
Grzegorz Gwiazdowski w stroju drużyny Cofidis

Grzegorz Gwiazdowski (ur. 3 listopada 1974 w Lubawie) – polski kolarz szosowy. Reprezentant Polski. Pierwszy Polak, który zwyciężył w wyścigu zaliczanym do klasyfikacji Pucharu Świata (1999 – Mistrzostwa Zurychu).

## Kariera sportowa
Kolarstwo zaczął trenować w klubie Agroplon Nowe Miasto Lubawskie, następnie był zawodnikiem Agromelu Toruń, Petrochemia TP Szurkowski (1994), Joko Romar Szurkowski (1995), PZU Joko Szurkowski (1996) i ACBB Paris (1997). W peletonie amatorskim zajął m.in. 7. miejsce w Tour de Pologne w 1995. Po zakończeniu sezonu 1997 został zawodnikiem zawodowej grupy kolarskiej Cofidis. W jej barwach został wicemistrzem Polski w wyścigu szosowym ze startu wspólnego (1998), a w 1999 osiągnął swój największy sukces w karierze, wygrywając zaliczany do kolarskiego Pucharu Świata wyścig o Mistrzostwo Zurychu, a także zwyciężając w wyścigu Tour de l’Ain. W latach 2000–2001 był zawodnikiem innej francuskiej grupy La Française des Jeux, w której startował w Giro d’Italia (2000 – 58 m.) i Tour de France (2000 – 106 m.).
Reprezentował Polskę w indywidualnym wyścigu szosowym mistrzostw świata w 1995 (wyścig amatorów – nie ukończył), 1998 (31 m.) i 1999 (nie ukończył). Był członkiem kadry olimpijskiej przed Igrzyskami w Sydney (2000), ale ostatecznie nie wystąpił w tej imprezie. Zakończył karierę w 2001 w związku z problemami ze zdrowiem.
Pracuje jako kierowca ciężarówki. Był również instruktorem nauki jazdy.
Kolarstwo uprawiała także jego młodsza siostra, Daria.

## Najważniejsze osiągnięcia sportowe
- 1995
  - 7. miejsce w Tour de Pologne
- 1996
  - 3. miejsce w Bałtyk – Karkonosze Tour
- 1998
  - 2. miejsce w mistrzostwach Polski (start wspólny)
  - 1. miejsce na 4. etapie w Tour de l’Ain
  - 3. miejsce w Circuit Franco-Belge
  - 4. miejsce w GP Ouest-France
- 1999
  - 1. miejsce w Tour de l’Ain
  - 2. miejsce w Tour du Limousin
  - 1. miejsce w Mistrzostwach Zurychu

## Starty w Wielkich Tourach
| Grand Tour | 1998 | 1999 | 2000 |
| ---------- | ---- | ---- | ---- |
| Giro       | -    | -    | 58.  |
| Tour       | -    | -    | 106. |
| Vuelta     | DNF  | DNF  | -    |